# Harald Thoresen
Harald Carl Thoresen, född 16 maj 1867 i Göteborg, död 31 mars 1953, var en svensk ingenjör.
Efter examen från Chalmers tekniska läroanstalt 1887 och praktik i Sverige och utrikes grundade Thoresen 1889 i Göteborg, tillsammans med Emil Boye, handelsfirman Boye & Thoresen, vilken 1894 ombildades till Boye & Thoresens Elektriska AB. Thoresen var direktör för detta bolag till 1900, verkställande direktör för Nordiska AB för elektriska anläggningar 1900–1903 och för AB Skandinaviska Elektricitetsverk i Stockholm 1903–1913. Han var grundare av och verkställande direktör i AB Celer i Stockholm 1912–1935. 
Thoresen var kommunalman i Saltsjöbadens köping till 1928, styrelseledamot i diverse företag, styrelseordförande i AB de Lavals Ångturbin till 1940 och initiativtagare till och stiftare av Svenska Elektricitetsverksföreningen. Han var ungersk konsul 1921–1929. Han ligger begravd på Norra begravningsplatsen i Stockholm.